# Antiga Sinagoga de Gaza
A Sinagoga Antiga de Gaza foi construída em 508 d.C., durante o domínio bizantino da região, e suas ruínas foram descobertas em 1965. Localiza-se na antiga cidade litorânea da Faixa de Gaza, conhecida então como Maiumas, no atual distrito de Rimal da cidade de Gaza.

## Descoberta
Em 1965 arqueólogos egípcios descobriram as ruínas do edifício e imediatamente divulgaram o fato - embora até então descrevendo-o como uma igreja. Um mosaico de três metros de altura e quase dois de largura, descoberto posteriormente, mostrando o rei Davi com uma coroa e tocando uma lira ao lado de uma inscrição com o seu nome em hebraico, teve sua data estimada entre os anos de 508 e 509. Os arqueólogos egípcios haviam declarado originalmente que o mosaico mostrava Orfeu, uma figura da mitologia grega; pouco tempo depois da sua descoberta, no entanto, a face de Davi foi revelada. Quando as forças armadas israelenses capturaram a Faixa de Gaza durante a Guerra dos Seis Dias, em 1967, o que restava da obra foi removido para o Museu de Israel e restaurado.